# Meterana (bướm đêm)
Meterana  là một chi bướm đêm thuộc họ Noctuidae.